# Jaskinia Wysoka – Za Siedmiu Progami
Jaskinia Wysoka – Za Siedmiu Progami, zwana też Jaskinią Wielką Wysoką i Jaskinią za Siedmioma Progami – jaskinia w  Dolinie Kościeliskiej w Tatrach Zachodnich. Jest jedną z najdłuższych i najgłębszych jaskiń w Tatrach. Zajmuje trzecie miejsce pod względem długości i piąte pod względem deniwelacji w Polsce. Niektóre części jaskini są bardzo słabo zbadane i udokumentowane. Długość odkrytych dotychczas korytarzy wynosi 11660 metrów, a deniwelacja 435 metrów.

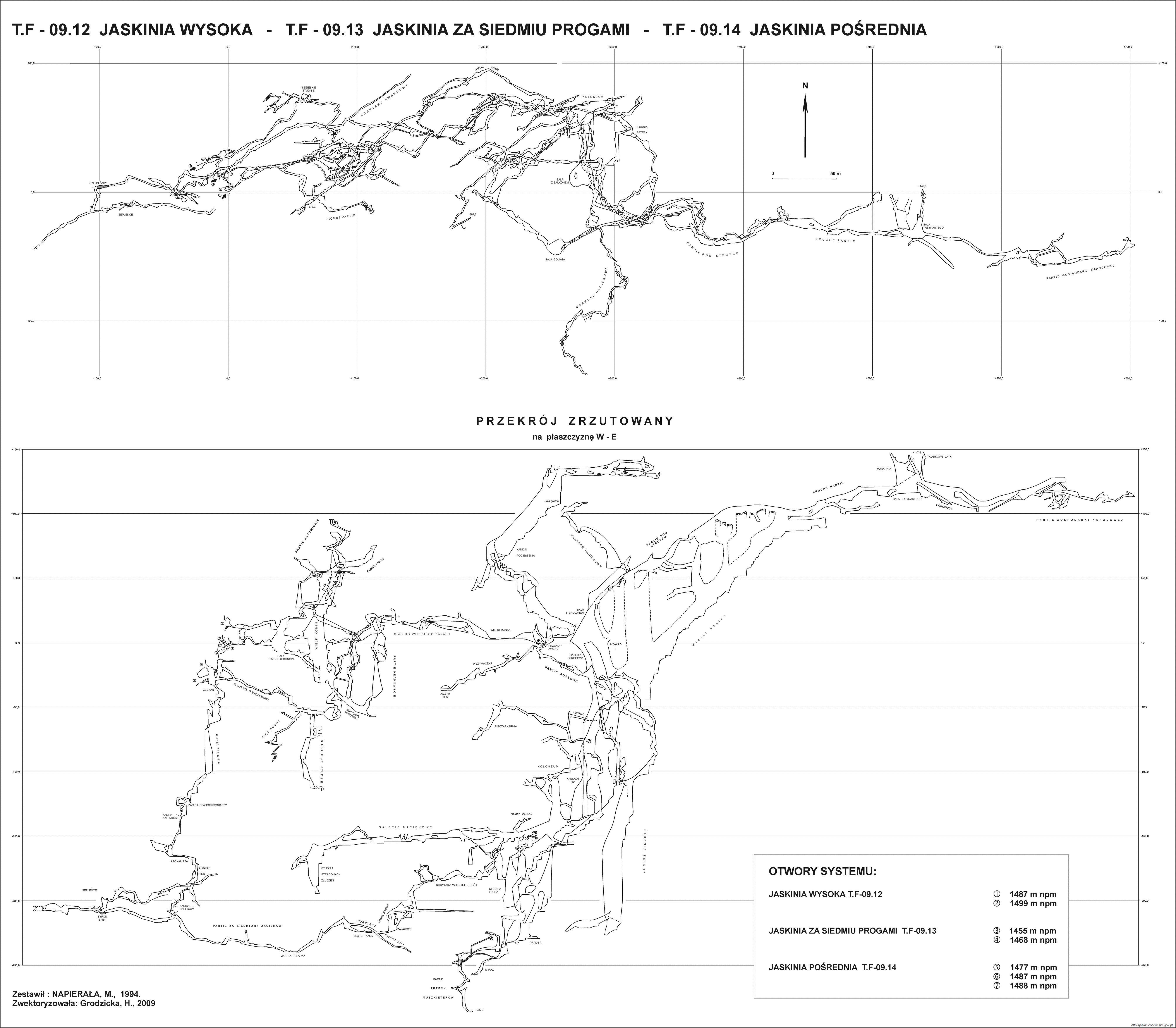
Plan jaskini

Jaskinia Wysoka – Za Siedmiu Progami jest określeniem obejmującym 3 jaskinie poznawane niezależnie od siebie i w wyniku odkryć w pewnym momencie (w różnych latach) łączone ze sobą. Są to: Jaskinia za Siedmiu Progami, Jaskinia Wysoka i Jaskinia Pośrednia. 

## Jaskinia za Siedmiu Progami
Jest to największa i najwcześniej odkryta jaskinia. Ma dwa otwory wejściowe powstałe na tej samej szczelinie położone w górnej części Wąwozu Kraków, powyżej jaskini Szczelina za Siedmiu Progami, u podnóża południowo-zachodniej ściany Wysokiego Grzbietu w Żlebie Trzynastu Progów na wysokości 1455 i 1468 metrów n.p.m. Jej długość wynosi 6150 metrów, a deniwelacja 222 metry.

### Opis jaskini
Dolny i górny otwór prowadzi do Salki pod Górnym Otworem. Na jej końcu znajduje się Zacisk Czekan, natomiast wyżej zaczyna się Korytarz Połączeniowy, który po 40 metrach dochodzi do przekopanego syfonu łączącego jaskinię z Jaskinią Wysoką. Na początku Korytarza Połączeniowego, w stropie, odchodzi ciasny korytarzyk, od którego zaczyna się górna partia jaskini.
Główny ciąg jaskini zaczyna się od Zacisku Czekan, przez który dostać się można do Białej Salki i dalej przez Korytarzyk Grzybobrania nad Studnię Jubileuszową. Z dna studni szeroki korytarz doprowadza przez Salę Kosyla nad Kunią Studnię (40 metrów głębokości ze spadającymi kamieniami). Na dnie zaczyna się Meander Wróżbitów (progi z jeziorkami). Idąc nim, dochodzi się do Zacisku Spadochroniarzy (do 1979 roku na nim kończyła się większość wypraw). Za nim położone są Salka pod Fallusem i jeszcze trudniejszy zacisk – Zacisk Katowicki. Zaraz za nim znajduje się prożek i studnia kończąca się pochylnią Ślizgawka. Dochodzi ona do Salki na Rozdrożu. Z salki odchodzą trzy ciągi, z których dwa kończą się dość szybko wąskimi szczelinami. Trzeci, główny ciąg prowadzi do Studni Hien (23 metry) i dalej przez trzy trudne zaciski do Partii za Siedmioma Zaciskami. W bok, za ostatnim z zacisków, odchodzi korytarz do Syfonu Żaby.
Ciąg główny prowadzi dalej przez Partie za Siedmioma Zaciskami. Idąc korytarzem, dochodzi się najpierw do Jeziorka Przelewowego, a następnie do Wodnej Pułapki i Jeziorka Wiszącej Wody. Następnie dojść można przez Śliską Galeryjkę do Komina Nadziei. W bok odchodzą tu Kominy Klasyczne. Główny ciąg prowadzi dalej przez Korytarz Wolnych Sobót i Komin na Uskoku do korytarza Radość o Poranku. Jaskinia zmienia tutaj swój charakter. Z ciasnych korytarzy przechodzi w obszerne korytarze i olbrzymie sale. W bok odchodzi Studnia Straconych Złudzeń.
Ciąg główny prowadzi dalej do korytarza Stary Kanion (odchodzi tu odnoga do Wężyka) i Koloseum. Jest to olbrzymia sala, stanowiąca centrum całego systemu Jaskini Wysokiej – Za Siedmiu Progami. Ma 110 metrów wysokości, a jej dno ma wymiary 25 × 30 metrów. Na różnych wysokościach odchodzą od niej boczne korytarze prowadzące do różnych partii jaskini (Ciasne Kominki, Zacisk Mgr. Inż. z niezbadaną studnią, Pieczarkarnia z niezbadanymi kominami, Partie Trzech Muszkieterów). Najwyższa część Koloseum – Galeria Stropowa i Zaścianek zostały zaliczone do Jaskini Wysokiej i tam są opisane. Z dna Koloseum główny ciąg prowadzi do Sali na Tysięcznym, Komina Straconej Szychty, Bocznego i Białego Meandra. W bok korytarz odchodzi do Studni Estery (107 metrów głębokości). Z Bocznego Meandra wiedzie korytarz Łącznik I do Jaskini Wysokiej. Główny ciąg prowadzi natomiast do Wielkiego Kanionu. Jest to sala o długości około 250 metrów i wysokości od 110 metrów do 30 metrów. Odchodzą stąd Partie pod Stropem, Kruche Partie, a także kolejny korytarz łączący się z Jaskinią Wysoką.
Górna partia jaskini. Odchodzi od Salki pod Górnym Otworem. Jest to nieduży korytarzyk z ładnymi naciekami oraz dwa ciągi. Jeden uchodzi pod stropem Sali pod Górnym Otworem, nieco poniżej górnego otworu jaskini. Drugi natomiast po kilku metrach przechodzi w stromy rurowy korytarz, łączący się z Korytarzem Połączeniowym.
Syfon Żaby. Za ostatnim z zacisków zaczynających Partie za Siedmioma Zaciskami odchodzi w bok Korytarz Grudniowy. Kończy się on Syfonem Żaby, po przejściu którego można dostać się do korytarzyków, które kończą się szczelinami. Długość korytarzyków wynosi około 300 metrów.
Studnia Straconych Złudzeń. Z korytarza Radość o Poranku odchodzi korytarz do Galerii Naciekowych, a dalej do Studni Straconych Złudzeń (35 metrów), która na dnie kończy się ślepymi studzienkami.
Wężyk. Korytarz odchodzący w bok od Starego Kanionu prowadzi do Studni Lecha (45 metrów), a dalej do Sali z Zachodami, Studni Równoległej (50 metrów) i zacisku Ciasny Awen. Następnie jest kolejny komin, jeziorka w sali Pralnia i korytarz Wężyk łączący się z Partiami Trzech Muszkieterów.
Partie Trzech Muszkieterów. W dole Koloseum korytarz prowadzi do pierwszej studni Partii Trzech Muszkieterów. Dalej są kolejne studnie (30 metrów, 20 metrów, 15 metrów i 16 metrów). Doprowadzają one do miejsca zasypanego głazami. Jest to najniższy punkt całego systemu jaskiniowego (−288 metrów). Wyczuwalny przewiew świadczy o tym, że prawdopodobnie dalej ciągną się nieodkryte korytarze.

## Jaskinia Wysoka
Jest to druga pod względem długości jaskinia w systemie. Ma dwa otwory wejściowe, w pobliżu Jaskini za Siedmiu Progami, położone w górnej części Wąwozu Kraków u podnóża południowo-zachodniej ściany Wysokiego Grzbietu w Żlebie Trzynastu Progów na wysokości 1487 i 1499 metrów n.p.m. Jej długość wynosi 5464 metry.

### Opis jaskini

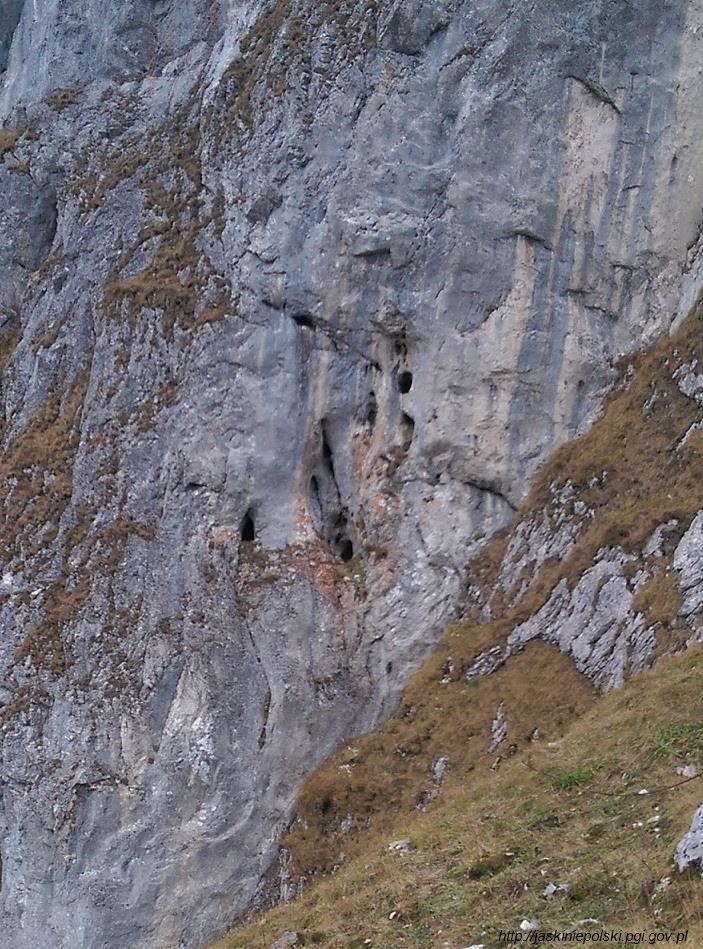
Otwory Jaskini Wysokiej

Z dolnego otworu korytarz prowadzi do Salki Gotyckiej. Odchodzą stąd Górne Partie. Główny korytarz biegnie natomiast do Sali Trzech Kominów. Odchodzą stąd boczne odnogi: Górne Partie i Ciąg do Wielkiego Kanału. Główny ciąg prowadzi do Wielkiego Komina (33 metry), a następnie do Korytarza Piarżystego. Odgałęziają się stąd Partie Krakowskie i Partie Frakcjonujące. Główny ciąg wiedzie stąd do Korytarza Kaskadowego, Korytarza nad Studniami i studnie stanowiące dno jaskini. Są to cztery studnie, a dno najgłębszej z nich – Studni IV – stanowi najniższy punkt jaskini (−89 metrów). Tymczasem Korytarz nad Studniami (odchodzi stąd Korytarz Połączeniowy do Jaskini za Siedmiu Progami) prowadzi dalej do Ciągu Wodnego, który kończy się zawaliskiem.
Górne Partie. Zaczynają się kominem odchodzącym od Salki Gotyckiej. Trawersując górą Salę Trzech Kominów, dochodzi się do Sali Naciekowej. Odchodzą stąd Partie Frakcjonujące. Dalej w Górnych Partiach jest komin Wyrzutnia (stąd odchodzą Partie Krakowskie), dalej studnia prowadząca do kończącej się ślepo salki.
Partie Frakcjonujące. Jest tu szereg ciasnych korytarzyków i studnia.
Partie Krakowskie. Partie zaczynają się kominem prowadzącym przez ciasny korytarzyk z zaciskiem do dużej sali. Stąd prowadzi korytarz do Studni Deszczu (21 metrów), a dalej do Korytarza Piarżystego.
Ciąg do Wielkiego Kanału. Z Sali Trzech Kominów dochodzi się do wylotu Korytarza Biwakowego w Wielkim Kominie (odchodzą stąd Partie Katowickie). Dalej przez Komorę z Cyckiem trafia się do Zielonej Salki i do dużej sali nazwanej Wielkim Kanałem (odchodzą stąd Partie Sosnowe). Dalej w górę prowadzi Kanion Pocieszenia, którym można dojść do Sali Goliata. Można też innym korytarzem dotrzeć stąd przez korytarz Wyżymaczka do Zacisku TPN.
Partie Katowickie. Odchodzą od Wielkiego Komina. Bardzo trudne zaciski i kominy prowadzą do Sali z Półką. Są tu też m.in. Studnia Klamera i Ciąg Nietoperza.
Partie Sosnowe. Korytarze prowadzą z Wielkiego Kanału do Koloseum, gdzie mają wylot na wysokości 100 metrów od dna sali.
Koloseum i Sala Trzynastego. W górnej części Koloseum jest Galeria Stropowa i Sala z Balkonem. Zjeżdżając Koloseum, można dostać się do Łącznika I prowadzącego do Jaskini za Siedmiu Progami. Natomiast z Sali z Balkonem można dostać się do Łącznika II i  Łącznika III. Z Sali z Balkonem można też dotrzeć do Salki Czekoladowej, a dalej do Sali Trzynastego, która po Koloseum jest największą salą w jaskini. Sala w górnej części przechodzi w komin, gdzie znajduje się najwyższy punkt całego systemu jaskiniowego (+147,5 metra). W bok od Sali Trzynastego ciągną się liczne korytarzyki nazwane Partiami Gospodarki Narodowej.

## Jaskinia Pośrednia
Jest najmniejszą jaskinią systemu. Ma trzy otwory wejściowe w pobliżu Jaskini Wysokiej, położone w górnej części Wąwozu Kraków u podnóża południowo-zachodniej ściany Wysokiego Grzbietu w Żlebie Trzynastu Progów na wysokości 1477, 1487 i 1488 metrów n.p.m. Jej długość wynosi 46 metrów.

### Opis jaskini
Środkowy otwór prowadzi do korytarza biegnącego w dół. Tutaj przez Zacisk Agnieszki łączy się z korytarzykiem wstępnym Jaskini Wysokiej. Dalej jest Szczelinowy Korytarz o długości 10 metrów. Pod stropem znajduje się górny otwór jaskini. Dalej Korytarz Szczelinowy obniża się i prowadzi do dolnego otworu.

## Przyroda
Jaskinia ma dosyć bogatą szatę naciekową. Występują w niej białe stalaktyty, stalagmity, stalagnaty i polewy naciekowe. Największe formy naciekowe (np. stalagmity do 1,5 metra wysokości) powstały w Galeriach Naciekowych, natomiast największe ich zagęszczenie występuje w Partiach Sosnowych.
W jaskini nie ma stałych cieków wodnych. Zamieszkują ją nietoperze.

## Opis odkryć
Jaskinia za Siedmiu Progami została odkryta pod koniec lat 40. XX wieku przez Stefana Chałubińskiego.
Jaskinia Wysoka została odkryta w 1954 roku.
Jaskinia Pośrednia została odkryta w 1955 roku.
W grudniu 1981 roku dokonano połączenia Jaskini za Siedmiu Progami z Jaskinią Wysoką.
W 1985 roku połączono Jaskinię Wysoką z Jaskinią Pośrednią.